# Silai Ilona
Silai Ilona, született Gergely Ilona (Kolozsvár, 1941. október 14. – 2025. június 27.) romániai magyar középtávfutó.

## Pályafutása
Első nemzetközi szereplésén, az 1966-os budapesti Európa-bajnokságon az elődöntőig jutott el a 800 méteres versenyben. Az 1968-as mexikói olimpiai játékokon ezüstérmet szerzett Madeline Manning mögött a 800 méteres női síkfutásban. 1969-ben Európában a legjobb időt futotta 800 méteren (2 perc 3,2 másodperc), ennek ellenére az athéni Európa-bajnokságon csak ötödik lett. A fedett pályás atlétikai Európa-bajnokságon kétszer is ezüstérmet szerzett 800 méteren (1971, Szófia és 1972, Grenoble), illetve egy negyedik helyet és egy aranyérmet szerzett 1500 méteren (1974, Göteborg illetve 1978, Milánó).
Hosszú pályafutása során összesen négy olimpián vett részt. Az 1972-es müncheni olimpiai játékokon hatodik lett a 800 méteres síkfutás döntőjében, az 1976-os montreali olimpiai játékokon sem a 800, sem az 1500 méteres versenyszámban nem jutott be a döntőbe. Harminckilenc évesen az 1980-as moszkvai olimpiai játékokon a nyolcadik helyen végzett az 1500 méteres síkfutás döntőjében.
1979-ben az IAAF (International Amateur Athletic Federation) egész életére eltiltotta a versenyzéstől anabolikus szteroidok használata miatt.
2004-ben a Magyarok Világszövetsége a Külhoni Magyar Sportcsillagok Díjával tüntette ki.